# Riverton (Minnesota)
Riverton es una ciudad situada en el condado de Crow Wing, Minnesota, Estados Unidos. Tiene una población estimada, a mediados de 2023, de 117 habitantes.

## Geografía
La localidad está ubicada en las coordenadas 46°27′25″N 94°03′16″O / 46.45694, -94.05444 (46.457035, -94.054461). Según la Oficina del Censo, tiene una superficie total de 2.33 km², de los cuales 2.10 km² corresponden a tierra firme y 0.23 km² están cubiertos de agua.

## Demografía
Según el censo de 2020, en ese momento había 118 personas residiendo en la localidad. La densidad de población era de 56.19 hab./km². El 89.0% de los habitantes eran blancos, el 2.5% eran amerindios y el 8.5% eran de una mezcla de razas. Del total de la población, el 3.4% eran hispanos o latinos de cualquier raza.